# Cher ami (pel·lícula)
Cher Ami és una pel·lícula d'animació catalana dirigida per Miquel Pujol i estrenada el 19 de juny de 2009. Va aconseguir recaptar 168.304 d'euros. Va guanyar el Premi Gaudí a la Millor pel·lícula d'animació el 2010 i fou nominada en la mateixa categoria als Premis Goya 2010.
El director reconeix que la pel·lícula està molt influïda per «l'estil Disney d'abans», i barreja tècniques d'animació tradicional amb 3D. La banda sonora, composta per Manel Gil i interpretada per l'Orquestra Simfònica de Bratislava, compta amb la veu de Nina. La pel·lícula ha estat doblada a l'èuscar i al castellà i ha participat en els festivals de Sitges, Sant Sebastià i Màlaga.

## Argument
La història, inspirada en fets reals, s'esdevé durant la Primera Guerra Mundial: Cher Ami fou un colom missatger que el 1918 salvà la vida d'un batalló de dos-cents soldats estatunidencs que lluitaven a França i que s'havien perdut al bosc. El film transcorre principalment en una granja.
Cher ami és un ocell que viu en una granja francesa i vol convertir-se en heroi. Corre l'any 1918, i amb l'esclat de la guerra es necessiten coloms que facin de missatgers i duguin informació important allà on calgui. Ell s'hi allistarà, i juntament amb una coloma missatgera i un ratolí ansiós per volar intentaran salvar la vida d'uns soldats.

## Producció
En un principi s'havia d'anomenar Flying Heroes, i ha estat produïda per la productora Acció, en coproducció amb Euroview, Digital Dreams Films i Mesfilms, en coproducció associada amb Televisió de Catalunya i amb la participació de TVE.